# バロックファゴット

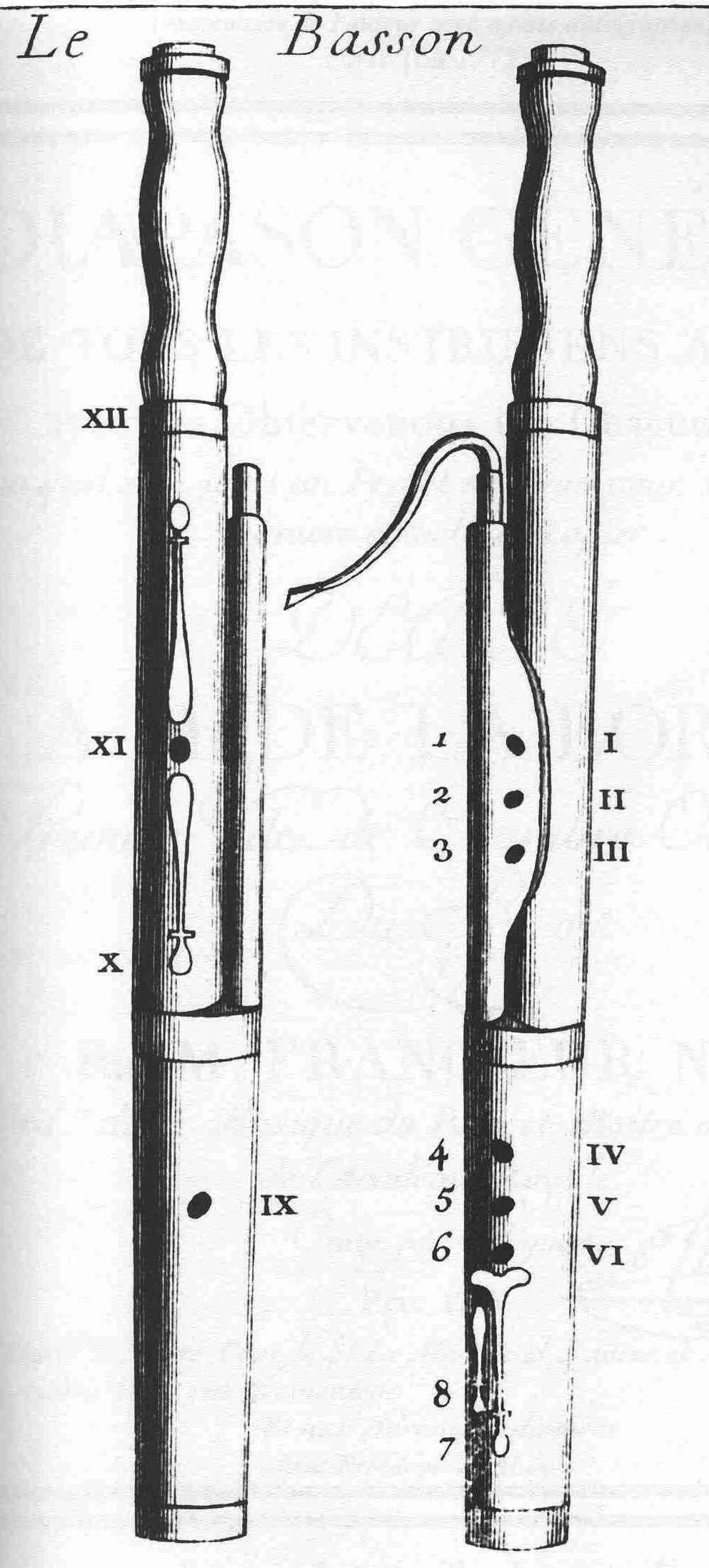
4つのキー（B、D、As、F）を持つバロックファゴット

バロックファゴット（独: Barockfagott）は、17世紀中頃にフランス王室周辺（ジャン・ド・オトテールなど）でバロックオーボエとともに発展したファゴットの一種である。現在では古楽器の枠組みの中でバロック音楽の演奏に用いられている。
アンビトゥスはコントラBからg'まで。
ドゥルシアンは、初期バロックの楽譜では「ファゴット Fagotto」と呼ばれており、この楽器の直接の前身とみなされている。バロックファゴットの革新は、楽器をいくつかの分離可能な部分に分割したこと、特に2本の管、狭くなった口径、改良されたエンドピース、3から4つのキー（特に低音用のキー）であった。一体型のドゥルシアンよりも精密に作ることができ、また、個々の部位を運搬するのも簡単であった。
ファゴットはバロック時代の通奏低音の中心的な楽器であった。オーボエとともに、曲の途中の音色として、作曲家によって「オン」「オフ」されることが多かった。また、独奏楽器としても様々な形で使用され、特にアントニオ・ヴィヴァルディが使用した。ファゴットと通奏低音のための最初の独奏ソナタは、ヨハン・エルンスト・ガリアールとゲオルク・フィリップ・テレマンによるものであった。今日のファゴットとは対照的に、バロック楽器の音はどちらかというと荒く、鼻声が少ない。バッハのミサ曲 ロ短調の『クオニアム』のように、バロックオーケストラではペアで使われることはほとんどなかった。
1780年頃までファゴットにはほとんど変化がなかったが、他の楽器がさらに発展していく中で、半音のための孔とそれに対応するキー機構が追加され、徐々に現代のファゴットが誕生していった。

## コントラファゴット
ノルトハウゼンで活躍した「Pfeifenmacher（笛職人）」アンドレアス・アイヒェントップ（1670年 - 1721年）から、時代を生き抜いたコントラバスーンが登場した。長さは2.68メートル、音響長は4.5メートル。ライプツィヒの楽器博物館に所蔵されているこのユニークな楽器に基づいて、専門家はアイヒェントップを偉大なマイスターと評している。

## 著名なバロックファゴット奏者
- Maurizio Barigione
- Giorgio Mandolesi
- Alberto Grazzi
- セルジオ・アッツォリーニ
- Christian Beuse
- Otto Fleischmann
- デイヴィッド・ミングス（ドイツ語版）
- マルク・ミンコフスキ
- ジェレミー・パパセルジオ（ドイツ語版）
- アドリアン・ロヴァトカイ（ドイツ語版）
- Jochen Schneider
- ミラン・トゥコヴィッチ（英語版）
- Mark Vallon